# Lophocolea onraedtii
Lophocolea onraedtii là một loài Rêu trong họ Lophocoleaceae. Loài này được Grolle mô tả khoa học đầu tiên năm 1984.